# Drosophila curvispina
Drosophila curvispina är en tvåvingeart som beskrevs av Hide-aki Watabe och Masanori Joseph Toda 1984. Drosophila curvispina ingår i släktet Drosophila och familjen daggflugor.
Artens utbredningsområde är Japan.